# Цветков, Сергей Николаевич
Сергей Николаевич Цветков (род. 9 июня 1961, Череповец, Вологодская область) — советский хоккеист, нападающий. Мастер спорта СССР
Уроженец Череповца, всю карьеру в чемпионате СССР провёл в ленинградском СКА (1980/81 — 1991/92). Бронзовый призёр чемпионата 1986/87. С 1992 года играл за команды низших дивизионов Швеции «Нюбру» (1992/93 — 1995/96), «Ленховда» (1998/99 — 2000/01).
Сын Антон также играл за «Ленховду».